# Ribafria e Pereiro de Palhacana
Ribafria e Pereiro de Palhacana (oficialmente: União das Freguesias de Ribafria e Pereiro de Palhacana) é uma freguesia portuguesa do município de Alenquer, com 18,34 km² de área e 1494 habitantes (censo de 2021). A sua densidade populacional é 81,5 hab./km².

## História
Foi constituída em 2013, no âmbito de uma reforma administrativa nacional, pela agregação das antigas freguesias de Ribafria e Pereiro de Palhacana com sede em Ribafria.

## Demografia
A população registada nos censos foi:
| Distribuição da População por Grupos Etários | Distribuição da População por Grupos Etários | Distribuição da População por Grupos Etários | Distribuição da População por Grupos Etários | Distribuição da População por Grupos Etários | Distribuição da População por Grupos Etários |
| -------------------------------------------- | -------------------------------------------- | -------------------------------------------- | -------------------------------------------- | -------------------------------------------- | -------------------------------------------- |
| Antes da agregação                           |                                              |                                              |                                              |                                              |                                              |
| Ano                                          | 0-14 anos                                    | 15-24 anos                                   | 25-64 anos                                   | >= 65 anos                                   | Total                                        |
| 2001                                         | 215                                          | 181                                          | 797                                          | 372                                          | 1565                                         |
| 2011                                         | 227                                          | 147                                          | 822                                          | 351                                          | 1547                                         |
| Após a agregação                             |                                              |                                              |                                              |                                              |                                              |
| Ano                                          | 0-14 anos                                    | 15-24 anos                                   | 25-64 anos                                   | >= 65 anos                                   | Total                                        |
| 2021                                         | 186                                          | 167                                          | 755                                          | 386                                          | 1494                                         |